# Frank Wieneke
Frank Wieneke, född den 31 januari 1962 i Hannover, Tyskland, är en västtysk judoutövare.
Han tog OS-guld i herrarnas halv mellanvikt i samband med de olympiska judotävlingarna 1984 i Los Angeles.
Han tog därefter OS-silver i samma viktklass i samband med de olympiska judotävlingarna 1988 i Seoul.